# Władysław Reymont
Wladyslaw Reymont (tên thật: Stanisław Władysław Rejment; 7 tháng 5 năm 1867 – 5 tháng 12 năm 1925) là nhà văn Ba Lan đoạt giải Nobel Văn học năm 1924.

## Tiểu sử
Wladyslaw Reymont sinh ở làng Kobiele Wielkie, là con một nhạc công đại phong cầm nghèo. Ông biết đọc và viết năm 6 tuổi, 9 tuổi đã am hiểu văn học Ba Lan đương đại cũng như văn học nước ngoài dịch sang tiếng Ba Lan. Trước khi trở thành nhà văn, ông từng làm nhiều nghề khác nhau để sống: diễn viên sân khấu, phụ thợ may, công nhân, gác ba-ri-e đường sắt, thậm chí đã gọt tóc đi tu nên ông hiểu biết rất nhiều về những người cùng khổ trong xã hội. Reymont say mê sáng tác, tranh thủ thời gian viết rất nhiều kịch, thơ, tiểu thuyết, truyện ngắn... nhưng rồi xé bỏ hầu hết. Năm 26 tuổi ông lên Warszawa và thực sự bắt đầu sự nghiệp viết văn, tập sách đầu tiên viết theo đơn đặt hàng của một tạp chí là Pielgrzymka do Jasnej Góry (Hành hương đến Núi Sáng, 1895) được dư luận chú ý.
Władysław Reymont là nhà viết tiểu thuyết hiện thực phê phán, đi sâu vào những đề tài nông thôn, có lập trường cách mạng tư sản yêu nước, được mệnh danh là "Homer của sinh hoạt làng quê". Truyện ngắn đầu tay Śmierć (Cái chết, 1893) miêu tả cảnh nghèo khổ thê thảm và sự bóc lột tàn tệ mà người nông dân Ba Lan phải chịu. Ông theo chủ nghĩa tự nhiên, có nhiều tác phẩm mang đậm dấu ấn chủ nghĩa tượng trưng. Với biệt tài quan sát và miêu tả trau chuốt, tác giả của nhiều tập truyện ngắn và những thiên phóng sự trác tuyệt, Reymont được đánh giá là một trong những nhà văn tiêu biểu nhất của Ba Lan cuối thế kỉ 19 đầu thế kỉ 20.
Thành công đầu tiên của ông trên con đường văn nghiệp là tiểu thuyết Ziemia obiecana (Đất hứa, 1889), phản ánh nạn tham nhũng, tình trạng bóc lột công nhân và những vụ làm ăn không minh bạch tại khu công nghiệp vải sợi ở Łódź. Đây là lần đầu tiên một cuốn tiểu thuyết đề cập đến những vấn đề kinh tế xã hội nảy sinh từ sự phát triển công nghiệp của một thành phố châu Âu. Năm 1900 Reymont bị chấn thương vì tai nạn đường sắt phải nằm liệt cả năm. Ông bắt đầu viết tác phẩm lớn nhất được trao giải Nobel là Chlopi (Những người nông dân, 1904-1909) - bộ tiểu thuyết 4 tập thể hiện sức mạnh bản năng của nhân dân, có lối viết tinh tế, giàu chất thơ về một làng quê với những con người giản dị, chất phác. Năm 1924 Reymont được nhận giải Nobel. Ông mất ở Warszawa một năm sau khi được trao giải.

## Tác phẩm
- Pielgrzymka do Jasnej Góry (Hành hương đến Núi Sáng, 1895), phóng sự
- Komediantka (Đào hát, 1896), tiểu thuyết
- Spotkanie (Gặp gỡ, 1897), tập truyện ngắn
- Fermenty (Chất men, 1897), tiểu thuyết
- Lili (1899), truyện vừa
- Ziemia obiecana (Đất hứa, 2 tập 1899), tiểu thuyết
- Sprawiedliwie (Công bằng, 1899), truyện vừa
- Pewnego dnia (Một lần, 1900), truyện ngắn
- Preed s'witem (Trước bình minh, 1902), truyện ngắn
- Chlopi (Những người nông dân, 4 tập, 1904-1909), tiểu thuyết
- Marzyciel (Kẻ mơ mộng, 1910), tiểu thuyết
- Wampir (Ma cà rồng, 1911), tiểu thuyết
- Rok 1794 (Năm 1794, 3 tập, 1913-1918), tiểu thuyết
- Za frontem (Phía sau mặt trận, 1919), truyện ngắn